# Дев'ять десятих
Дев'ять десятих (англ. 9/tenths) — американський драматичний трилер режисера Боба Дегу. Прем'єра відбулася 28 серпня 2008 року Нідерландах. Зйомки відбулися у Нідерландах.

## Опис фільму
Багата пара починає битву з поганим працівником за права на невелике ранчо, але події приймають шокуючий поворот після атаки величезної терористичної організації на цивілізацію.

## Ролі
- Габріель Анвар — Джессіка
- Генрі Єн К'юсик — Вільям
- Дейв Баез — Еліас (як Dave Ortiz)
- Коул С. Маккей — Інтерлупер № 1 (як Коул Маккей)
- Ріхтер Хартиг — Інтерлупер #2
- Джессіка Маршалл-Гардінер — Коментатор № 1 (голос) (як Джессіка Hathaway)
- Мойра Скваер — Коментатор № 2 (голос)
- Джефф Керр МакГівні — Коментатор № 3 (голос)
- Нелл — Еліаса Дог